# Ли (река у Ирској)
Река Ли (енгл. River Lee, ир. An Laoi) је река у Републици Ирској у округу Корк. Извире на Шехи планинама на западној граници округа и тече источно пролазећи кроз Корк. У Корку се дели на два дела и гради острво на коме је изграђено градско језгро Корка, а затим се улива у Келтско море чиме гради једну од највећих природних лука на свету.
Површина слива реке Ли је 1.253,3 km2, док је просечан проток воде 40,4 кубних метара по секунди (m3/s)
На реци постоји систем хидроелектране неколико километара узводно од Корка који садржи два резервоара. Преко реке је саграђено 42 моста од којих је 29 у Корку.